# Języki turkijskie

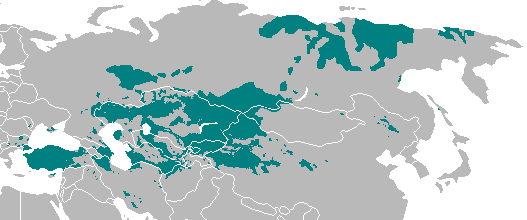
Współczesny zasięg geograficzny języków turkijskich

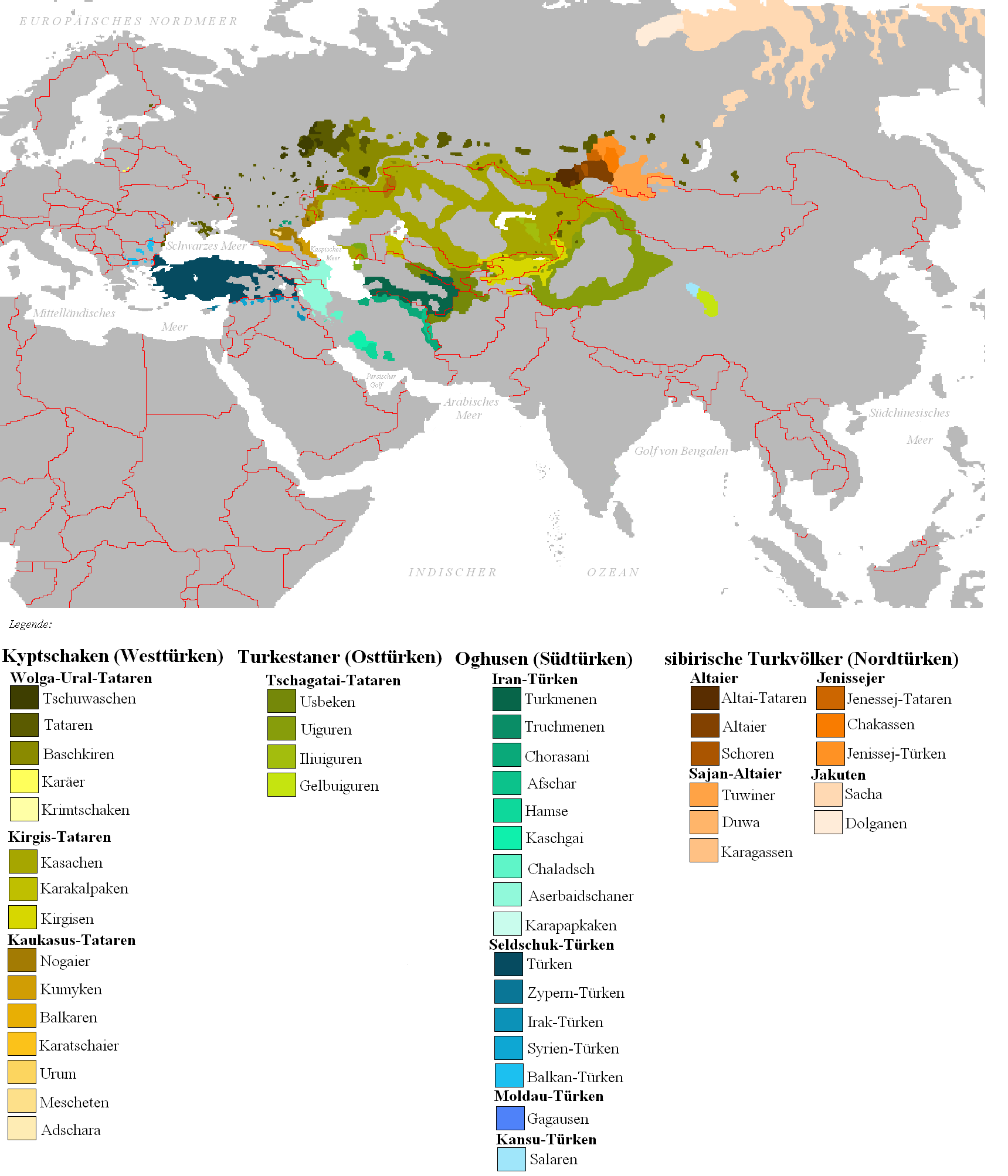
Języki turkijskie w Eurazji

Języki turkijskie albo tureckie – rodzina językowa wśród ałtajskiej ligi językowej. Występują na następujących obszarach Eurazji:
- Europa Wschodnia (Karaimi, Tatarzy, Baszkirzy, Czuwasze, Gagauzi),
- Azja Mniejsza (Turcja),
- Kaukaz Południowy (Azerbejdżan),
- Azja Środkowa (Kazachstan, Kirgistan, Tadżykistan, Turkmenistan, Uzbekistan, Rosja i Chiny)
- Syberia (Jakucja).

Języki te dzielą się na następujące grupy:
- bułgarską (z której przetrwał tylko język czuwaski),
- oguzyjską,
- kipczacką,
- karłucką (czyli karachanidzką),
- północnosyberyjską (tylko język jakucki i dołgański),
- południowosyberyjską.

Dawniej powszechną nazwą tej rodziny językowej używaną w polskiej turkologii był termin „języki tureckie”. Później jednak zaczęto stosować termin „języki turkijskie” – czynnie wprowadzony do turkologii przez Henryka Jankowskiego – co pozwala łatwo rozróżniać pomiędzy dwoma poziomami taksonomicznymi, np. w sformułowaniu „wyraz turkijski” (tak jak: „wyraz słowiański”) i „wyraz turecki” (tak jak: „wyraz polski”).

## Najstarsze teksty
Najstarsze inskrypcje, pochodzące z początków VIII wieku, odnaleziono w Mongolii, gdzie powstał pierwszy organizm państwowy ludów tureckich, tzw. pierwszy, a potem też drugi kaganat (staro)turecki. Są to głównie inskrypcje nagrobne zapisane tzw. alfabetem runicznym (niemającym związku z runami skandynawskimi). Język staroturkijski poświadczony w napisach runicznych, znad rzeki Orchon (stąd: pismo orchońskie) i górnego Jeniseju, jest już jednak w pełni ukształtowanym, artystycznym językiem literackim (pełnił on funkcję ponaddialektalnego literackiego koiné), toteż wysoce prawdopodobny jest domysł, że istniały też jakieś znacznie wcześniejsze zabytki w tym języku, które jednak – być może jako zapisane na mniej trwałym niż kamień materiale – nie zachowały się do naszych czasów. Turkijski alfabet runiczny został odcyfrowany przez uczonego duńskiego Vilhelma Thomsena w końcu XIX w. – sukces ten można uznać za jeszcze większy niż odczytanie hieroglifów egipskich, jako że w czasach Thomsena nie wiedziano nawet, w jakim języku są teksty spisane tym pismem; nie wiedziano też, czy jest to pismo alfabetyczne, sylabowe czy hieroglificzne, ani w jakim kierunku należy je czytać (np. z prawa na lewo, z góry w dół itd.).

## Klasyfikacjajęzyków turkijskich

### Języki ogurskie
| Grupy i języki          | Liczba mówiących | Kraje                                                     |
| ----------------------- | ---------------- | --------------------------------------------------------- |
| protobułgarski          | †                | Wielka Bułgaria                                           |
| bułgarski nadwołżański  | †                | Bułgaria Wołżańsko-Kamska                                 |
| chazarski (chazaryjski) | †                | Kaganat Chazarski                                         |
| czuwaski                | 1,8 mln          | Rosja (Republika Czuwaska) 1,8 miliona, Kazachstan 22 000 |

### Języki ogólnoturkijskie (szaz-turkijskie)
Języki ogólnoturkijskie:
| Grupy                                   | Języki                                    | Liczba mówiących | Kraje |
| --------------------------------------- | ----------------------------------------- | ---------------- | --- |
| Zachodniokipczackie (ponto-kaspijskie)  | kumański (połowiecki, zachodniokipczacki) | †                | Węgry |
| Zachodniokipczackie (ponto-kaspijskie)  | karaimski                                 | 80               | Litwa 20, Ukraina <10, Polska <10 |
| Zachodniokipczackie (ponto-kaspijskie)  | kumycki                                   | 280 000          | Rosja (Dagestan) |
| Zachodniokipczackie (ponto-kaspijskie)  | karaczajsko-bałkarski                     | 250 000          | Rosja (Karaczajski Obwód Autonomiczny) |
| Zachodniokipczackie (ponto-kaspijskie)  | krymczacki (judeo-krymskotatarski)        | 200              | Ukraina |
| Zachodniokipczackie (ponto-kaspijskie)  | krymskotatarski                           | 500 000          | Ukraina 200 000, Uzbekistan 190 000, Kirgistan 40 000 |
| Zachodniokipczackie (ponto-kaspijskie)  | urumski (grecko-tatarski)                 | 45 000           | Gruzja, Ukraina |
| Zachodniokipczackie (ponto-kaspijskie)  | armenokipczacki                           | †                | Polska, Ukraina |
| Północnokipczackie (wołgo-uralskie)     | tatarski                                  | 6,8 mln          | Rosja 5,8 miliona, Uzbekistan 470 000, Kazachstan 330 000, Kirgistan 70 000, Tadżykistan 80 000, Turkmenistan 50 000, Ukraina 90 000, Azerbejdżan 30 000 |
| Północnokipczackie (wołgo-uralskie)     | baszkirski                                | 2,2 mln          | Rosja 1,8 miliona, Uzbekistan 35 000, Kazachstan 20 000                                                                                                  |
| Południowokipczackie (aralo-kaspijskie) | fergańskokipczacki (uzbeko-kipczacki)     | †                | Azja Środkowa (Kotlina Fergańska) |
| Południowokipczackie (aralo-kaspijskie) | syberyjskotatarski (syberski)             | 100 000          | Rosja (zachodnia Syberia) |
| Południowokipczackie (aralo-kaspijskie) | nogajski                                  | 70 000           | Rosja (północny Kaukaz) |
| Południowokipczackie (aralo-kaspijskie) | karakałpacki                              | 400 000          | Uzbekistan |
| Południowokipczackie (aralo-kaspijskie) | kazachski                                 | 12 mln           | Kazachstan 9,7 miliona, Chiny 700 000, Uzbekistan 800 000, Rosja 650 000, Mongolia 100 000                                                               |
| Południowokipczackie (aralo-kaspijskie) | kirgiski                                  | 4,2 mln          | Kirgistan 3,8 miliona, Uzbekistan 200 000, Chiny 200 000                                                                                                 |

| Grupy                | Języki                                 | Liczba mówiących | Kraje |
| -------------------- | -------------------------------------- | ---------------- | --- |
| Zachodniooguzyjskie  | staroanatolijski                       | †                | Sułtanat Rumu, Anatolia |
| Zachodniooguzyjskie  | osmański (otomański, osmańsko-turecki) | †                | Imperium Osmańskie |
| Zachodniooguzyjskie  | turecki                                | ponad 66 mln     | Turcja 58 milionów, Bałkany 1 milion, Irak 600 000, Cypr 180 000, Rosja 100 000, Niemcy 2,8 miliona, środkowa Europa 1,5 mln |
| Zachodniooguzyjskie  | pieczyński (peczenegijski)             | †                | Azja Środkowa |
| Zachodniooguzyjskie  | gagauski                               | 250 000          | Mołdawia 170 000, Bałkany 50 000, Ukraina 20 000, Bułgaria 10 000                                                            |
| Zachodniooguzyjskie  | bałkańskogagauski (rumelijski)         | 331 000          | Turcja |
| Zachodniooguzyjskie  | Języki azerskie                        |                  | |
| Zachodniooguzyjskie  | seldżucki                              | †                | Iran |
| Zachodniooguzyjskie  | Makrojęzyk azerski (azerbejdżański)    |                  | |
| Zachodniooguzyjskie  | północnoazerski                        | 10 mln           | Azerbejdżan 8 milionów, Turcja 500 000, Irak 500 000, Rosja 350 000, Gruzja 300 000, Armenia 200 000                         |
| Zachodniooguzyjskie  | południowoazerski                      | 20 mln           | Iran |
| Południowooguzyjskie | kaszkajski                             | 1,5 miliona      | Iran |
| Południowooguzyjskie | ajnallu                                | 7000             | Iran (ostany Markazi, Ardabil i Zandżan)                                                                                     |
| Południowooguzyjskie | afszarski                              | 300 000          | Afganistan (Kabul, Herat), Iran                                                                                              |
| Wschodniooguzyjskie  | turkmeński                             | 6,8 mln          | Turkmenistan 3,8 miliona, Iran 2 miliony, Afganistan 500 000, Irak 250 000, Uzbekistan 250 000                               |
| Wschodniooguzyjskie  | chorasański                            | 400 000          | Chorasan (Iran, Afganistan)                                                                                                  |
| Wschodniooguzyjskie  | salarski                               | 55 000           | Chiny (Qinghai i Gansu) |

| Grupy              | Języki                                     | Liczba mówiących | Kraje |
| ------------------ | ------------------------------------------ | ---------------- | --- |
| Zachodnioujgurskie | uzbecki                                    | 25 milionów      | Uzbekistan 21 milionów, Afganistan 1,5 miliona, Tadżykistan 1 milion, Kirgistan 750 000, Kazachstan 400 000, Turkmenistan 300 000 |
| Wschodnioujgurskie | karachanidzki                              | †                | Azja Środkowa (Turkiestan) |
| Wschodnioujgurskie | chorezmijskoturecki (karluko-chorezmijski) | †                | Złota Orda |
| Wschodnioujgurskie | czagatajski                                | †                | Chanat Czagatajski |
| Wschodnioujgurskie | ujgurski                                   | 10,3 miliona     | (Turkiestan) 9,9 miliona, Kirgistan 200 000, Kazachstan 200 000                                                                   |
| Wschodnioujgurskie | iliski                                     | 120              | Chiny |
| Wschodnioujgurskie | ejnuski (abdalski)                         | 6600             | Chiny |

| Grupy                 | Grupy i języki                                   | Liczba mówiących                       | Kraje                                  |
| --------------------- | ------------------------------------------------ | -------------------------------------- | -------------------------------------- |
| Północnosyberyjskie   | jakucki                                          | 456 000                                | Rosja (Jakucja)                        |
| Północnosyberyjskie   | dołgański                                        | 5000                                   | Rosja (Tajmyrski Okręg Autonomiczny)   |
| Południowosyberyjskie | Języki staroturkijskie (starotureckie)           | Języki staroturkijskie (starotureckie) | Języki staroturkijskie (starotureckie) |
| Południowosyberyjskie | staroturecki (starooguski, jenisejsko-orchoński) | †                                      | Azja Środkowa                          |
| Południowosyberyjskie | staroujgurski                                    | †                                      | Kaganat Ujgurski                       |
| Południowosyberyjskie | Języki sajańskie                                 |                                        |                                        |
| Południowosyberyjskie | duchański                                        | 500                                    | Mongolia                               |
| Południowosyberyjskie | tuwiński                                         | 200 000                                | Rosja 170 000, Mongolia 30 000         |
| Południowosyberyjskie | karagaski (tofa, tofałarski, tofalarski)         | 93                                     | Rosja                                  |
| Południowosyberyjskie | Języki jenisejo-turkijskie (abakańskie)          |                                        |                                        |
| Południowosyberyjskie | chakaski                                         | 65 000                                 | Rosja (Chakasja)                       |
| Południowosyberyjskie | fuju-kirgiski (mandżurskokirgiski)               | 10                                     | Chiny (Mandżuria)                      |
| Południowosyberyjskie | szorski                                          | 10 000                                 | Rosja (Republika Ałtaju)               |
| Południowosyberyjskie | czułymski                                        | 44                                     | Rosja (środkowa Syberia)               |
| Południowosyberyjskie | zachodniojugurski (żółtoujgurski, sarygjugurski) | 4600                                   | Chiny (Gansu)                          |
| Południowosyberyjskie | Języki ałtajo-turkijskie (ojrockie)              |                                        |                                        |
| Południowosyberyjskie | Makrojęzyk ałtajski (ojrocki)                    |                                        |                                        |
| Południowosyberyjskie | południowoałtajski                               | 55 500                                 | Rosja (Republika Ałtaju)               |
| Południowosyberyjskie | północnoałtajski                                 | 10 000                                 | Rosja (Republika Ałtaju)               |

| Grupy i języki | Liczba mówiących | Kraje |
| -------------- | ---------------- | ----- |
| chaladzki      | 42 000           | Iran  |